# Монабеса, Тибо
Тибортиус Монабеса родился 10 июня 1990 года в городе Кефаменану-Тенгах на острове Тимор (Индонезия)- является бывшим чемпионом мира по боксу в первом наилегчайшем весе(до 49 кг или 108 фунтов) по версии IBO. По версии BoxRec занимает на 1 февраля 2020 года занимает  27 место(20.84 очков) среди боксеров первого наилегчайшего веса и 1415 место среди боксеров вне весовой категории также по версии BoxRec. 

## Карьера

### 2012 год
Дебютный бой прошел 16 мая в Джакарте во втором наилегчайшем весе(до 52.2 или 115 фунтов) против Бенигно Нино выиграл его единогласным мнением судей. 1 августа выиграл раздельным решением судей дебютанта Мелиануса Мирина . 9 сентября выиграл единогласным решением судей Арбито Вретата ещё одного дебютанта.

### 2013 год
В 2013 году Тибо провел 5 боёв( 4 победы и 1 ничья) . 2 февраля в городе Джакарте, свёл бой в ничью с Доми Ненокеба который показал хороший бокс. 23 марта выиграл нокаутом в 5 раунде Кичанга Кима. 9 мая выиграл решением большинства судей выиграл Джека Амиса. 25 мая встретился во второй раз с Доми Ненокебу на кону стоял титул временного чемпиона в первом наилегчайшем весе Индонезийской Боксерской Ассоциации (ATI/IBA) единогласным решением Тибо выиграл бой. 8 сентября выиграл ещё один региональный пояс по версии Индонезийской Профессиональной Боксерской Комиссии(KTPI/IBPC) в минимальном весе.

### 2014 год
30 ноября выиграл  титул  по версии Индонезийской Профессиональной Боксерской Комиссии(KTPI/IBPC) в первом наилегчайшем весе, встретившись во второй раз с Джеком Амиса и выиграл его нокаутом в 5 раунде. 17 декабря выиграл нокаутом во 2 раунде Бойи Танто. 

### 2015 год
25 января в  Джакарте прошел бой за титул Индонезийской Боксерской Ассоциации (ATI/IBA) между "временным" чемпионом Тибо Монабесом и Самуэлем Техуайо, Тибо выиграл единогласным мнением судей. 19 сентября в городе Манадо, Тибо выиграл нокаутом в 4 раунде Икала Тобида. 31 октября выиграл нокаутом в 4 раунде Джохана Вахуюди. Сильной оппозиции в Индонезии для Тибо Монабесом не было и его промоутер решил что надо переходить на боксеров других стран, чтобы его боксер мог появиться в рейтингах боксёрских версий.    

### 2016 год
30 апреля в городе Тангеранг выиграл нокаутом в 3 раунде середняка из Таиланда Хачонсака Позонга( был претендентом на титул WBO в 2005 году). 2 сентября в Джакарте выиграл нокаутом в 6 раунде филиппинца Джо Тадурана( его младший брат Тадуран, Педро, чемпион IBF в минимальном весе).

### 2017 год
После двух побед нокаутами над середняками получил шанс выиграть вакантный титул WBC International Silver в первом наилегчайшем весе, 21 января выиграл этот титул выиграв единогласным решением судей(116-112 116-112 117-111) филиппинца Рене Патилано. 20 мая защитил титул сведя бой в ничью против филиппинца Арнолда Гарде. 30 сентября выиграл нокаутом во 2 раунде( титул на кону не стоял) джорнимена из Филиппин Джибоя Мансалая. 

### 2018 год
31 марта Тибо во третий раз защитил титул выиграл единогласным мнением судей(117-110 119-108 117-109) филиппинца Лестера Абутана. 4 августа выиграл по очкам в 5 раунде из-за остановки боя(рассечения у противника) крепкого середняка из Филиппин Лито Данте, бой проходил в наилегчайшем весе(до 50.8 кг или 112 фунтов). 25 сентября в Токио (Япония) встретился с бывшим чемпионом по версии IBF в минимальном весе Кёгути, Хирото, с такими сильными боксерами Тибо ещё не встречался, бой ожидаемо закончился нокаутом в 4 раунде, это было первое поражение в его карьере.

### 2019 год
29 марта в городе Маланг выиграл единогласным мнением судей (98-92 99-91 98-92)  двухкратного претендента на титул(оба раза проиграл нокаутом японцам Иноуэ, Наоя в 2014 году и  Яэгаси, Акира в 2016 году) тайца Виттаваса Басапеана, после победы над ним вышел на вакантный титул IBO. 7 июля в городе Купанг был разыгран вакантный титул IBO между Тибо Монабесой и танзанийцем из Австралии Омари Кимвери( был претендентом на титул WBC, проиграл Менайотин, Ваенхонг). Тибо выиграл единогласным мнением судей(118-110 116-111 114-113) и стал чемпионом мира. Позже оставил титул вакантным.